# Lee Tuk-Young
Lee Tuk-Young (en coreano: 이특영; 2 de diciembre de 1979) es una deportista surcoreana que compitió en tiro con arco, en la modalidad de arco recurvo. Ganó tres medallas en el Campeonato Mundial de Tiro con Arco al Aire Libre, en los años 2005 y 2007.

## Palmarés internacional
| Campeonato Mundial al Aire Libre | Campeonato Mundial al Aire Libre | Campeonato Mundial al Aire Libre | Campeonato Mundial al Aire Libre |
| Año                              | Lugar                            | Medalla                          | Prueba                           |
| -------------------------------- | -------------------------------- | -------------------------------- | -------------------------------- |
| 2005                             | Madrid (España)                  | Medalla de oro                   | Equipo                           |
| 2005                             | Madrid (España)                  | Medalla de plata                 | Individual                       |
| 2007                             | Leipzig (Alemania)               | Medalla de oro                   | Equipo                           |